# 井戸正枝
井戸 正枝（いど まさえ、旧姓は小形、勝又、1965年〈昭和40年〉12月13日 - ）は、日本の政治家。国民民主党所属。衆議院議員を1期、兵庫県議会議員を2期務めた。文筆業の際は「井戸まさえ」の名を使う。

## 経歴
宮城県仙台市出身。仙台市立東華中学校、宮城県第二女子高等学校、1988年東京女子大学文理学部史学科卒業、同大学大学院博士後期課程修了。博士（生涯人間科学）。松下政経塾9期生。松下政経塾の同期には、秋葉賢也、市村浩一郎、本多平直、松野博一などがいる。1990年（平成2年）、東洋経済新報社入社、データ編集担当となる。その後「緒方あきの」のペンネームで経済ライターとして活動。
その後、松下政経塾8期生の勝又恒一郎と結婚し神奈川県で暮らす。2002年3月に勝又と正式離婚。
2003年（平成15年）4月13日、兵庫県議会議員選挙に芦屋市選挙区から無所属で出馬するも落選。
2002年（平成14年）11月、現夫の井戸智樹と入籍し男児を出産するが、出産が前夫と離婚後265日だったことで民法772条の「300日規定」に抵触したため、芦屋市役所から「前夫を父とする出生届を提出するよう」要求され、これを拒否したため子が一時無戸籍状態となった。
このため、現夫との親子関係を「強制認知」するよう求める裁判を2003年神戸地裁尼崎支部に提訴し、同年11月に勝訴する。
2005年（平成17年）7月3日、兵庫県議会議員補欠選挙において東灘区選挙区から民主党公認で出馬し、当選。2007年（平成19年）4月8日執行の兵庫県議会議員選挙で2期目の当選。
また、民法の不備を身をもって経験した経験から、2008年に「無戸籍児問題家族会」を結成、事務局長に就任。更に、NPO法人「親子法改正研究会」を立ち上げる。
2009年（平成21年）7月31日、兵庫県議会議員を辞職。8月30日、第45回衆議院議員総選挙に兵庫1区から出馬。初当選。
2011年（平成23年）8月26日、菅直人首相が民主党代表辞任を正式に表明。菅の辞任に伴う代表選挙（8月29日投開票）では前原誠司の推薦人に名を連ねた。
2012年（平成24年）12月16日の第46回衆議院議員総選挙に兵庫1区から出馬するも落選。その後も民主党兵庫県第1区総支部長。
2014年（平成26年）12月14日の第47回衆議院議員総選挙に民主党候補として宮城4区から出馬するも落選。
2015年（平成27年）、藤田憲彦の後任として民主党東京都第4区総支部長に就任。
2016年（平成28年）3月27日、民進党が設立。同年、同党の東京都第4区総支部長に就任。
2017年（平成29年）9月28日、民進党は希望の党への合流を決定。10月2日、枝野幸男が新党「立憲民主党」の結成を宣言。同日、井戸は第48回衆議院議員総選挙に立憲民主党から出馬する意向を表明した。10月3日、希望の党は衆院選の第1次公認192人を発表。同党が東京4区に、第24回参院選の自民党候補者公募で最終選考まで残った難波美智代を擁立したことが明らかとなった。10月4日、立憲民主党の候補予定者15人は合同で記者会見し、井戸は「排除されない社会を作っていきたい」と述べた。10月22日、総選挙執行。東京4区は井戸、難波、共産党新人候補の3者で票が分散し、次点で落選。比例復活もかなわなかった。
2018年（平成30年）4月、記事「サイボウズ青野社長の「別姓訴訟」、日本会議への接近に戸惑う人たち」が朝日新聞論壇委員が選ぶ今月の3点に選出（選者森千香子一橋大学大学院社会学研究科准教授）。
2020年（令和2年）9月29日、旧立憲民主党と旧国民民主党の合流新党である「立憲民主党」は常任理事会を開き、井戸を次期衆院選東京4区公認候補に内定した。
2021年（令和3年）10月12日、立候補予定の選挙区を東京15区に変更することが発表された。総選挙間際に選挙区を変更した背景には、15区を地盤とする柿沢未途衆議院議員が首班指名選挙で岸田文雄自民党総裁に投票したことや、立憲と選挙区の棲み分けを進める共産党側から4区を譲るように求められていた事情があった。10月31日、投開票の結果、柿沢が当選した。立憲民主党は比例東京ブロックで4議席を獲得。6番目の惜敗率（77.337％）だった井戸は比例復活もかなわず、落選した。
2024年（令和6年）5月31日、国民民主党は次期衆院選の東京4区の公認候補に井戸を内定したと発表した。同年10月27日の第50回衆議院議員総選挙では小選挙区で平将明に敗れ、国民民主党が3議席を確保した比例でも惜敗率59.71%と名簿内8位に終わり落選した。

### 草津町長への謝罪
井戸が(旧)立憲民主党に所属していた2019年11月、新井祥子草津町議（当時）が町長の黒岩信忠に対するわいせつ狂言を行った事件で、事実が明らかにされる前に、多くのフェミニストたちが黒岩に対する誹謗中傷を行い、井戸もその中に加わった。2024年4月17日に結審した裁判で黒岩の無実が証明されたとき、誹謗中傷を行った多くの人々がだんまりを決め込む中で、2024年5月31日立憲民主党を離党して国民民主党に入党が発表された井戸は2024年6月3日に自分の非を認め、2024年6月10日、草津町を訪れ黒岩に直接謝罪した。

## 政策・主張

### 憲法問題
- 憲法改正について、2017年のアンケートでは「どちらかといえば反対」と回答[25]。2021年のアンケートでは「反対」と回答[26]。
- 憲法9条への自衛隊の明記について、2021年のアンケートで「反対」と回答[27]。
- 安全保障関連法の成立について、2017年のアンケートで「評価しない」と回答[25]。
- 集団的自衛権の行使に反対[28]。

### 経済問題
- 2012年6月の消費税増税法案に賛成している[29]。
- アベノミクスについて、2017年のアンケートで「評価しない」と回答[25]。

### ジェンダー問題
- 選択的夫婦別姓制度の導入について、2017年、2021年のアンケートで「賛成」と回答[25][26]。
- 選択的夫婦別姓制度について、「私は離婚、再婚を経験し、子どもと私は氏が違い、子ども同士も氏が違うが、仲良く暮らしている。同姓を選ぶのか、別姓を選ぶのか、自分自身で『選択できる』自由を保障すべき」と述べている[30][31]。
- 同性婚を可能とする法改正について、2021年のアンケートで「賛成」と回答[27]。
- 「LGBTなど性的少数者をめぐる理解増進法案を早期に成立させるべきか」との問題提起に対し、「賛成」と回答[26]。
- クオータ制の導入について、2021年のアンケートで「賛成」と回答[27]。

### その他
- 「原子力発電への依存度について今後どうするべきか」との問題提起に対し、2021年のアンケートで「ゼロにすべき」と回答[27]。
- 安倍内閣による森友学園問題・加計学園問題への対応について、2017年のアンケートで「評価しない」と回答[25]。
- 村山談話・河野談話を見直すべきでない[28]。
- 特定秘密保護法は日本に必要ない[28]。
- 県議時代は「偽装ラブホテル」問題や財政問題などに力をいれていた[32]。
- 受動喫煙防止を目的に飲食店等の建物内を原則禁煙とする健康増進法改正に賛成[33]。
- 2018年8月「Business Insider Japan」誌において「｢ポスト杉田水脈｣を生まないためにも、差別に｢NO｣と言い続けること、そして政界の構造的な問題も批判していく必要がある」と主張した。杉田については、｢あまりにも荒唐無稽な発言が多いので、相手にするのも無駄だと野党側もそう問題視せず“スルー”してきたのだと思います。右翼の票集めのための“ガス抜き”要員ぐらいの認識で、ある意味“上から目線”で見ていたのかもしれません。まさか発言が政策決定と直結する与党の衆院議員になるとは、想像もしていなかったですから｣と評した[34]。

## 略歴
- 2003年（平成15年）4月13日 - 兵庫県議会議員選挙落選（芦屋市）。
- 2005年（平成17年）7月3日 - 兵庫県議会議員補欠選挙当選（神戸市東灘区）。
- 2007年（平成19年）4月8日 - 兵庫県議会議員選挙再選（神戸市東灘区）。
- 2009年（平成21年）7月31日 - 兵庫県議会議員辞職。
- 2009年（平成21年）8月30日 - 衆議院議員当選（兵庫1区）。
- 2012年（平成24年）12月16日 - 衆議院議員落選（兵庫1区）。
- 2014年（平成26年）12月14日 - 衆議院議員落選（宮城4区）。
- 2017年（平成29年）10月22日 - 衆議院議員落選（東京4区）。
- 2021年（令和3年）10月31日 - 衆議院議員落選（東京15区）。
- 2024年（令和6年）10月27日 - 衆議院議員落選（東京4区）。

## 所属団体
以下は公式プロフィールによる。
- NPO法人「親子法改正研究会」
- NPO法人「芦屋ずーす・はうす」代表
- 日本保育学会（会員）
- 日本経済復興協会（会員）

## 人物
- 現在の夫は松下政経塾3期生の団体職員で「歴史街道推進協議会」の総合プロデューサーの井戸智樹。子供は前夫との間に3児（うち女児1人）をもうけ、親権はいずれも彼女が持っている。現夫との間に2児（ともに男児）。
- 井戸正枝の公式ホームページによると、前兵庫県知事の井戸敏三と現夫の父親とがかつて近所同士だったこともあり、遠縁の可能性があるという。
- 本人や夫の公式サイトにある「ちゃっぴー」は松下政経塾の同期本多平直がつけた彼女の渾名。かつて宇宙少年ソランに出てきたリス型宇宙動物「チャッピー」に似ていることから生まれたと言われる。
- ペンネームの「緒方あきの」は、祖母の名前＋元NHK解説委員長の緒方彰からとった[36]。
- 国内旅行業取扱主任者である[35]。
- 趣味は「旅行、読書、映画鑑賞、運転、スポーツ観戦（マラソン・駅伝・野球・サッカー）」[35]
- 2010年9月14日の民主党代表選挙では、菅直人の推薦人となった。

## 著書
- 『無戸籍の日本人』（2016年　集英社）第13回開高健ノンフィクション賞最終候補作　第38回講談社ノンフィクション賞候補作
- 『日本の無戸籍者』岩波新書 2017
- 『ドキュメント候補者たちの闘争』岩波書店 2018  咢堂ブックオブザイヤー2018選挙部門大賞受賞
- （佐藤優との対談）

『子供の教養の育て方』（2012年 東洋経済新報社）
『小学校社会科の教科書で政治の基礎知識をいっきに身につける』（2015年 東洋経済新報社）
『不安な未来を生き抜く最強の子育て 2020年度からの大学入試改革に打ち勝つ「学び」の極意』集英社、2018

## 出演

### ネット番組
- ポリタスTV（YouTube、2020年12月23日）

## 被害に遭った事件
ネットでの誹謗中傷被害
2012年の衆議院選挙の選挙期間中に、ツイッターとインターネット掲示板の「2ちゃんねる」で井戸を誹謗中傷する事実無根の書き込みがなされた。選挙後に夫に指摘されて掲示板を見ると、『井戸まさえが東日本大震災の直後に議員会館地下のコンビニエンスストアで飲料水を買い占めていた』という内容が公示翌日の12月5日に書き込まれていた。
井戸は「事実無根。そんなことは絶対にない」とし、インターネットを使った選挙運動の解禁前で法整備が進められている段階であり、被害を受けても候補者は否定する機会が無く無力、抑止になればと、2013年2月に兵庫県警に名誉毀損罪や公選法違反罪で刑事告訴した。

## 選挙歴
| 当落 | 選挙                         | 執行日         | 年齢 | 選挙区             | 政党         | 得票数     | 得票率 | 定数 | 得票順位 /候補者数 | 政党内比例順位 /政党当選者数 |
| ---- | ---------------------------- | -------------- | ---- | ------------------ | ------------ | ---------- | ------ | ---- | ------------------ | ---------------------------- |
| 落   | 2003年兵庫県議会議員選挙     | 2003年4月13日  | 37   | 芦屋市選挙区       | 無所属       | ーー票     | ーー   | ー   | ー/ー              | /                            |
| 当   | 2005年兵庫県議会議員補欠選挙 | 2005年7月3日   | 39   | 神戸市東灘区選挙区 | 民主党       | 1万7705票  | ーー   | 1    | 1/4                | /                            |
| 当   | 2007年兵庫県議会議員選挙     | 2007年4月8日   | 41   | 神戸市東灘区選挙区 | 民主党       | 1万6187票  | ーー   | 3    | 1/5                | /                            |
| 当   | 第45回衆議院議員総選挙       | 2009年08月30日 | 43   | 兵庫県第1区        | 民主党       | 11万1183票 | 48.64% | 1    | 1/5                | /                            |
| 落   | 第46回衆議院議員総選挙       | 2012年12月16日 | 46   | 兵庫県第1区        | 民主党       | 3万7584票  | 18.28% | 1    | 3/4                | 16/3                         |
| 落   | 第47回衆議院議員総選挙       | 2014年12月14日 | 48   | 宮城県第4区        | 民主党       | 3万5242票  | 29.35% | 1    | 2/3                | 10/4                         |
| 落   | 第48回衆議院議員総選挙       | 2017年10月22日 | 51   | 東京都第4区        | 旧立憲民主党 | 5万3480票  | 23.24% | 1    | 2/4                | 11/4                         |
| 落   | 第49回衆議院議員総選挙       | 2021年10月31日 | 55   | 東京都第15区       | 立憲民主党   | 5万8978票  | 24.75% | 1    | 2/7                | 6/4                          |
| 落   | 第50回衆議院議員総選挙       | 2024年10月27日 | 58   | 東京都第4区        | 国民民主党   | 5万1810票  | 24.02% | 1    | 2/5                | 8/3                          |